# Liste der Naturdenkmale in Schönau (Pfalz)
Die Liste der Naturdenkmale in Schönau (Pfalz) nennt die im Gemeindegebiet von Schönau (Pfalz) ausgewiesenen Naturdenkmale (Stand 23. Mai 2024).

## Naturdenkmale
| Nr.         | Bezeichnung                  | Lage                                                         | Beschreibung                                                | Bild                                    |
| ----------- | ---------------------------- | ------------------------------------------------------------ | ----------------------------------------------------------- | --------------------------------------- |
| ND-7340-277 | Adelsfelsen                  | nördlich des Ortes auf dem Gipfel des Großen Adelsbergs Lage | auch Adlerfelsen; Buntsandsteinfelsen; teilweise zu Rumbach | Direkt Bild zu diesem Denkmal hochladen |
| ND-7340-286 | Hirtsfelsen                  | südöstlich des Ortes; Abteilung Sindelsberg Lage             | Buntsandsteinfelsen                                         | Direkt Bild zu diesem Denkmal hochladen |
| ND-7340-287 | Zundelsfelsen                | nördlich des Ortes; Abteilung Am Zundelsberg Lage            | Buntsandsteinfelsen                                         | Direkt Bild zu diesem Denkmal hochladen |
| ND-7340-288 | Pfaffenfels                  | südlich des Ortes, oberhalb der Pfaffenfelsstraße Lage       | Buntsandsteinfelsen                                         | Direkt Bild zu diesem Denkmal hochladen |
| ND-7340-289 | Bruderfels                   | südlich des Ortes am Osthang des Hichtenbergs Lage           | Buntsandsteinfelsen                                         | Direkt Bild zu diesem Denkmal hochladen |
| ND-7340-335 | Große Eiche in der Heilsbach | nördlich des Ortes bei der Ferienkolonie Heilsbach Lage      | Quercus sp.                                                 | Direkt Bild zu diesem Denkmal hochladen |

## Ehemalige Naturdenkmale
| Nr. | Bezeichnung   | Lage                                                                                            | Beschreibung                                 | Bild                                    |
| --- | ------------- | ----------------------------------------------------------------------------------------------- | -------------------------------------------- | --------------------------------------- |
|     | Zeppelinbuche | südwestlich des Ortes an der deutsch-französischen Grenze unterhalb des Col de Hichtenbach Lage | Fagus sylvatica; Rechtsverordnung aufgehoben | Direkt Bild zu diesem Denkmal hochladen |